# Parafia św. Antoniego Padewskiego w Jegłowej
Parafia św. Antoniego Padewskiego w Jegłowej – znajduje się w dekanacie Strzelin  w archidiecezji wrocławskiej. Erygowana w 1977  roku.
Obsługiwana przez księży archidiecezjalnych. Jej proboszczem jest ks. mgr lic. Piotr Krzyśków.
Parafia obejmuje: Samborowiczki, Żeleźnik.

## Parafialne księgi metrykalne
| Księgi metrykalne | Okres ewidencji |
| ----------------- | --------------- |
| chrztów           | 1973 -          |
| ślubów            | 1973 -          |
| zgonów            | 1973 -          |